# United Talent Agency
United Talent Agency (UTA) es una agencia de talentos que representa a artistas y otros profesionales en la industria del entretenimiento. La compañía con sede en Beverly Hills, California, se estableció en 1991 y, a partir de 2017, tiene aproximadamente 900 empleados, de los cuales alrededor de 300 son agentes. UTA tiene divisiones enfocadas en cine, televisión, digital, libros, música, videojuegos, marcas y licencias, oratoria, marketing, bellas artes, noticias y radiodifusión, entre otros. La agencia también opera la Fundación UTA sin fines de lucro.

## Descripción corporativa
UTA, establecida en 1991, es una empresa privada que representa el talento en una variedad de industrias, incluyendo cine, televisión, medios digitales, publicaciones, música y videojuegos. Es una de las agencias más grandes de este tipo. en el mundo, con aproximadamente 300 agentes que representan a actores, directores, productores, artistas de grabación, escritores y otros profesionales. Sus servicios también incluyen gestión de marca, financiación y embalaje de películas, licencias, marketing, gestión estratégica y financiación de capital de riesgo para empresas. Además de Beverly Hills, UTA tiene oficinas en Londres, Malmö, Miami, Nashville y Nueva York. UTA tiene alrededor de 900 empleados en general, a partir de febrero de 2018.

## Fundación UTA
La agencia opera una organización sin fines de lucro llamada Fundación UTA. El Proyecto Impacto anual de una semana de duración de la fundación ha trabajado con varias organizaciones y alienta a los empleados a ofrecer servicio comunitario.